# Элеонора Португальская (королева Дании)
Элеонора Португальская (Леонора; порт. Leonor, 1211, Королевство Португалия — 28 августа 1231, Дания) — инфанта португальская, единственная дочь короля Афонсу II и Урраки Кастильской. Была королевой-консортом Дании браке с младшим королём Дании Вальдемаром Молодым, сыном Вальдемара II.

## Биография
Виборгский епископ Ганнер задумался о браке Вальдемара и Элеоноры, поскольку тётя Элеоноры Беренгария была мачехой Вальдемара. Свадьба состоялась в Рибе 24 июня 1229 года, и на следующий день Элеонора получила южную половину острова Фюн в качестве свадебного подарка от мужа. Несмотря на то, что она была младшей королевой, она была единственной королевой, так как её тетя умерла за восемь лет до этого, а её тесть не женился повторно.
Всего через два года после свадьбы 28 августа 1231 года Элеонора умерла при родах, а через три месяца её муж погиб на охоте в результате случайного выстрела.
При осмотре могилы Элеоноры в Рингстед-Черч было обнаружено, что её скелета содержит следы рака костей, что, вероятно, способствовало её смерти. У подножия могилы Элеоноры был свинцовый гроб, в котором находились кости ребёнка около 6 месяцев, болезненного от рождения. Таким образом, Элеонора, вероятно, родила ребенка, который пережил её всего на шесть месяцев.

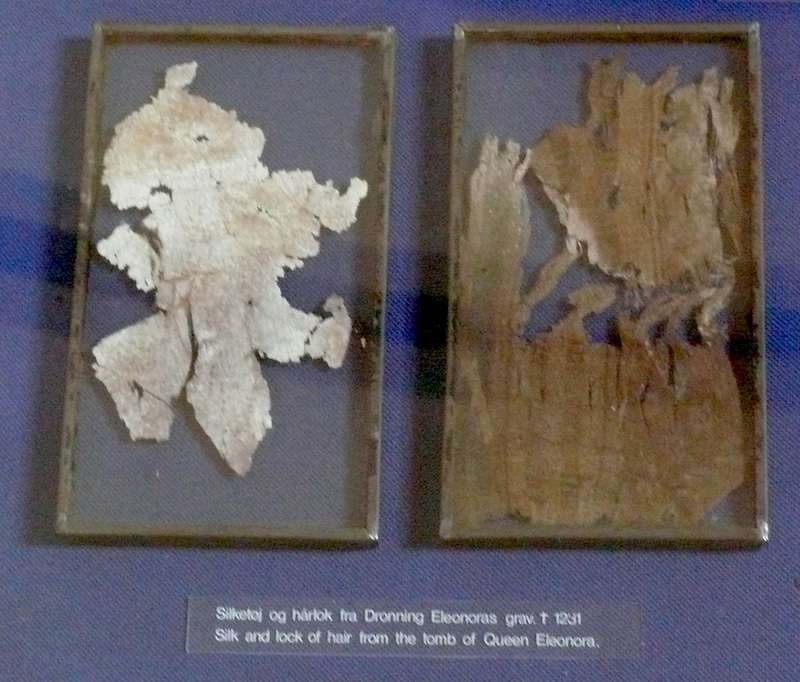
Кусок шёлка и локон из гробницы Элеоноры Португальской.